# Пограничник (журнал)
«Пограничник» — ежемесячный публицистический и литературно-художественный журнал системы ведомственной печати Пограничной службы ФСБ России. Издаётся ФГКУ «Книжно-журнальное издательство „Граница“ ФСБ России», распространяется по подписке и в розницу.

## История
Предшественником считается журнал «Пограничник», учреждённый указом Николая II. Журнал выходил с января 1906 по 1914 года. Главным редактором был начальник штаба Отдельного корпуса пограничной стражи генерал-лейтенант Иван Веймарн.
Издание журнала началось в сентябре 1939 года в Москве как военно-политического издания Политического управления Пограничных войск НКВД СССР.
Во время Великой Отечественной войны журнал выходил два раза в месяц тиражом 25 тыс. экземпляров.
В 1975 году журнал был награждён орденом Красной Звезды.
По состоянию на 1985 год — ежемесячный общественно-политический и литературно-художественный журнал Политического управления Пограничных войск КГБ СССР. В 1989 году тираж журнала составлял 140 000 экземпляров.
В журнале публиковались такие известные поэты и писатели как Михаил Шолохов, Константин Симонов, Александр Твардовский, Расул Гамзатов, Чингиз Айтматов и другие.